# Urania Classici
I Classici di Urania è stata una collana editoriale di fantascienza a cadenza mensile  pubblicata dalla Mondadori dal 1977 al 2002; riproponeva romanzi e antologie di fantascienza del passato, molti dei quali erano già apparsi nella collana Urania.
Il primo numero esce nell'aprile del 1977, l'ultimo nel dicembre del 2002, dopo 309 uscite, e venne sostituita dalla nuova collana Urania Collezione.

## Copertine
Come la collana Urania, anche questa ha subìto diverse trasformazioni grafiche.
- Dal n. 1 al n. 81 - Dicitura "Classici · Fantascienza", copertina bianca, immagine racchiusa in un rettangolo
- Dal n. 82 al n. 109 - Dicitura "Classici Urania", copertina bianca, immagine in un cerchio
- Dal n. 110 al n. 230 - Immagine di nuovo in un rettangolo, cerchietto rosso in alto a sinistra
- Dal n. 231 al n. 243 - Pocket bianchi, scritta "Urania" dorata, immagine in un cerchio.
- Dal n. 244 al n. 278 - Pocket neri, immagine che riveste tutta la copertina
- Dal n. 279 al n. 288 - Riquadro codice a barre
- Dal n. 289 al n. 309 - Scritta "Urania" in nero su fascia arancio, copertina grigia con scritta "Classico" a sovrastare la numerazione progressiva, immagine nel cerchio

## Elenco delle pubblicazioni
1. Universo, di Robert A. Heinlein
2. Regola per sopravvivere (antologia), di Richard Matheson
3. I guardiani del tempo, di Poul Anderson
4. Progetto Quatermass, di Nigel Kneale
5. Il pianeta proibito, di W.J. Stuart
6. Non è ver che sia la mafia, di Cyril M. Kornbluth
7. Le sabbie di Marte, di Arthur C. Clarke
8. Gli invasati, di Jack Finney
9. Oltre l'invisibile, di Clifford D. Simak
10. Quatermass e il pozzo, di Nigel Kneale
11. Mai toccato da mani umane, di Robert Sheckley
12. Gomorra e dintorni, di Thomas M. Disch
13. Quellen, guarda il passato!, di Robert Silverberg
14. I giganti di pietra, di Donald Wandrei
15. Il disco di fiamma, di Philip K. Dick
16. I testimoni di Joenes, di Robert Sheckley
17. Spedizione di soccorso, di Arthur C. Clarke
18. Il vagabondo dello spazio, di Fredric Brown
19. L'esperimento Quatermass, di Nigel Kneale
20. Il sole nudo, di Isaac Asimov
21. Il risveglio dell'abisso, di John Wyndham
22. Crociera nell'infinito, di A. E. van Vogt
23. Gorilla sapiens, di L. Sprague de Camp e P. Schuyler Miller
24. L'uomo che vedeva gli atomi, di Murray Leinster
25. Gli strani suicidi di Bartlesville, di Fredric Brown
26. Le porte dell'oceano, di Arthur C. Clarke
27. Prigioniero del silenzio, di Rex Gordon
28. La pista dell'orrore, di Roger Zelazny
29. Le spirali del tempo, di Chad Oliver
30. Oltre l'orizzonte, di Robert A. Heinlein
31. La sentinella, di Arthur C. Clarke
32. Fossa d'isolamento, di H.L. Lawrence
33. Le navi di Pavlov, di Frederik Pohl
34. L'uomo disintegrato, di Alfred Bester
35. Fanteria dello spazio, di Robert A. Heinlein
36. La legge del caos, di Robert Moore Williams
37. Uomini e androidi, di Edmund Cooper
38. Pianeti allo specchio, di Edgar Pangborn
39. Le due facce del tempo, di Robert Silverberg
40. Strisciava sulla sabbia, di Hal Clement
41. Il segno della doppia ascia, di Margaret St. Clair
42. L'occhio nel cielo, di Philip K. Dick
43. Pianeta difficile, di Algis Budrys
44. Il giorno dei trifidi, di John Wyndham
45. Io sono Helen Driscoll, di Richard Matheson
46. Il grande contagio, di Charles Eric Maine
47. Le fantastorie del brigadiere, di Sterling E. Lanier
48. I mercanti dello spazio, di Frederik Pohl e Cyril M. Kornbluth
49. Morte dell'erba, di John Christopher
50. Il difficile ritorno del signor Carmody, di Robert Sheckley
51. I figli dell'invasione, di John Wyndham
52. Le correnti dello spazio, di Isaac Asimov
53. Le guide del tramonto, di Arthur C. Clarke
54. Imboscata alla città, di Mack Reynolds
55. Tutti i colori del buio, di Lloyd Biggle jr.
56. Guerra al grande nulla, di James Blish
57. L'ospite del senatore Horton, di Clifford D. Simak
58. Incontro con Rama, di Arthur C. Clarke
59. La missione del tenente Truant, di Gordon R. Dickson
60. La fine dell'eternità, di Isaac Asimov
61. Assurdo universo, di Fredric Brown
62. L'uomo che cadde sulla Terra, di Walter Tevis
63. I nomadi dell'infinito, di Poul Anderson
64. La porta sull'estate, di Robert A. Heinlein
65. Gli incappucciati d'ombra, di Edmond Hamilton
66. L'atomo azzurro, di Robert Moore Williams
67. L'asteroide abbandonato, di Murray Leinster
68. Schiavi degli invisibili, di Eric Frank Russell
69. Ed egli maledisse lo scandalo, di Mack Reynolds
70. Colui che sussurrava nel buio, di Howard Phillips Lovecraft
71. Il figlio della notte, di Jack Williamson
72. L'uomo dei giochi a premio, di Philip K. Dick
73. Scambio mentale, di Robert Sheckley
74. Il terrore dalla sesta luna, di Robert A. Heinlein
75. Uomo al piano zero, di Bob Shaw
76. L'opera dello spazio, di Jack Vance
77. L'incubo sul fondo, di Murray Leinster
78. Ombre sulla Luna, di Arthur C. Clarke
79. Gli orrori di Omega, di Robert Sheckley
80. L'uomo stocastico, di Robert Silverberg
81. Senza traccia, di Charles Eric Maine
82. Una famiglia marziana, di Robert A. Heinlein
83. Cosa nostra che sei nei cieli, di Edward Wellen
84. La piaga Efesto, di Thomas Page
85. Altri giorni, altri occhi, di Bob Shaw
86. L'odissea di Glystra, di Jack Vance
87. Venere sulla conchiglia, di Philip José Farmer
88. Galassia che vai, di Eric Frank Russell
89. Viaggio allucinante, di Isaac Asimov
90. Livello 7, di Mordecai Roshwald
91. I figli di Matusalemme, di Robert A. Heinlein
92. La corsa del manichino, di E. C. Tubb
93. Colossus, di D. F. Jones
94. Le case di Iszm, di Jack Vance
95. Paria dei cieli, di Isaac Asimov
96. Dentelungo e altri estranei, di Edgar Pangborn
97. Sam Space, spazio-investigatore, di William F. Nolan
98. Il tenente, di L. Ron Hubbard
99. I danzatori di Noyo, di Margaret St. Clair
100. Dalle fogne di Chicago, di Theodore L. Thomas e Kate Wilhelm
101. Gli uomini nei muri, di William Tenn
102. Il segno dei due mondi, di Keith Laumer
103. La spedizione della V flotta, di Edmond Hamilton
104. La macchina dei delitti, di Eric Frank Russell
105. Atterraggio proibito, di John Brunner
106. Il "ponte" di quattro giorni, di George Henry Smith
107. Al servizio del TB II, di Joe Haldeman
108. Minaccia dagli Hukk, di Keith Laumer
109. Delitto alla base spaziale, di Charles Eric Maine
110. Frugate il cielo, di Frederik Pohl e Cyril M. Kornbluth
111. Il pianeta maledetto, di Eric Frank Russell
112. Smg. 'RAM' 2000, di Frank Herbert
113. L'inferno a rovescio, di Philip José Farmer
114. L'ultima fortezza della Terra, di A. E. van Vogt
115. Anniversario fatale, di Ward Moore
116. Un cantico per Leibowitz, di Walter M. Miller
117. Città delle illusioni, di Ursula K. Le Guin
118. Il mondo che Jones creò, di Philip K. Dick
119. Operazione Apocalisse, di Henry Kuttner e C. L. Moore
120. Il tiranno dei mondi, di Isaac Asimov
121. Storia di Farnham, di Robert A. Heinlein
122. Venere più X, di Theodore Sturgeon
123. Il seme tra le stelle, di James Blish
124. Signori del tempo, di Wilson Tucker
125. Titano, di John Varley
126. Le argentee teste d'uovo, di Fritz Leiber
127. I visitatori, di Clifford D. Simak
128. Neanche gli dèi, di Isaac Asimov
129. Stella doppia 61 Cygni, di Hal Clement
130. Babel-17, di Samuel R. Delany
131. Cronache del dopobomba, di Philip K. Dick
132. Paradosso cosmico, di Charles L. Harness
133. Loro i terrestri, di Poul Anderson
134. Tre millimetri al giorno, di Richard Matheson
135. Incognita uomo, di Algis Budrys
136. I robot non hanno la coda, di Henry Kuttner
137. Una ruga sulla terra, di John Christopher
138. Abissi d'acciaio, di Isaac Asimov
139. Mondi invisibili, di James Blish
140. Il mondo della foresta, di Ursula K. Le Guin
141. Una questione di razza, di Philip José Farmer
142. Morire dentro, di Robert Silverberg
143. I vampiri, di Richard Matheson
144. Crociata spaziale, di Jack Vance
145. Norstrilia, di Cordwainer Smith
146. Pavana, di Keith Roberts
147. Campo Archimede, di Thomas M. Disch
148. Nebbia, di James Herbert
149. Opzioni, di Robert Sheckley
150. Visioni dal futuro, di Walter M. Miller
151. L'anomalia, di Jerry Sohl
152. Il cervello trappola, di A. E. van Vogt
153. L'indagine, di Stanisław Lem
154. Non sarà per agosto, di Cyril M. Kornbluth
155. Messaggio da Cassiopea, di Chloe Zerwick e Harrison Brown
156. Vulcano 3, di Philip K. Dick
157. Il difensore, di Larry Niven
158. Pionieri dell'infinito, di Jerry Sohl
159. Solaris, di Stanisław Lem
160. Contatto con l'inumano, di AA.VV.
161. Wade Harper investigatore, di Eric Frank Russell
162. Lo strano caso di John Kingman, di Murray Leinster
163. Abominazione atlantica, di John Brunner
164. Il sistema riproduttivo, di John Sladek
165. Cronache marziane, di Ray Bradbury
166. Brivido crudele, di Robert Silverberg
167. Quando le macchine si fermeranno, di Christopher Anvil
168. Nel segno di Titano, di John Varley
169. L'ora dei grandi vermi, di Philip K. Dick e Ray Nelson
170. Un mondo perduto, di Arthur Conan Doyle
171. La stagione della vendemmia, di C. L. Moore
172. Vacanze nel deserto, di Robert Silverberg
173. L'alba delle tenebre, di Fritz Leiber
174. Il satellite proibito, di Algis Budrys
175. Cristo marziano, di Philip José Farmer
176. La casa dalle finestre nere, di Clifford D. Simak
177. Le mappe del cielo, di James Blish
178. Padrone della vita, padrone della morte, di Robert Silverberg
179. Antigravitazione per tutti, di Bob Shaw
180. Scacco al tempo, di Fritz Leiber
181. Le grandi storie della fantascienza: 1960, a cura di Isaac Asimov e Martin H. Greenberg
182. Anni senza fine, di Clifford D. Simak
183. L'occhio del purgatorio, di Jacques Spitz
184. Il tempo della Terra, di Robert Silverberg
185. I vampiri dello spazio, di Colin Wilson
186. I tre tempi del destino, di Fritz Leiber
187. Guida galattica per autostoppisti, di Douglas Adams
188. La strada dell'eternità, di Clifford D. Simak
189. Orrore su Manhattan, di Judith Merril
190. Anonima aldilà, di Robert Sheckley
191. La stazione della stella morta, di Jack Williamson
192. Violare il cielo, di Robert Silverberg
193. Stanotte il cielo cadrà, di Daniel F. Galouye
194. Fuga dal futuro, di Clifford D. Simak
195. Fondazione, di Isaac Asimov
196. Il verde millennio, di Fritz Leiber
197. Le grandi storie della fantascienza: 1961, a cura di Isaac Asimov e Martin H. Greenberg
198. Il libro del Popolo, di Zenna Henderson
199. Gente delle stelle, di Zenna Henderson
200. Ristorante al termine dell'Universo, di Douglas Adams
201. I premi Hugo (1955-1962), a cura di Isaac Asimov
202. La città sostituita, di Philip K. Dick
203. Su e giù per il tempospazio, di John Wyndham
204. I premi Hugo (1962-1966), a cura di Isaac Asimov
205. Torre di cristallo, di Robert Silverberg
206. L'uomo nell'albero, di Damon Knight
207. Fondazione e Impero, di Isaac Asimov
208. La Luna è una severa maestra, di Robert A. Heinlein
209. La vita, l'universo e tutto quanto, di Douglas Adams
210. Le grandi storie della fantascienza: 1962, a cura di Isaac Asimov e Martin H. Greenberg
211. Il paradosso del passato, di Robert Silverberg
212. Utopia, andata e ritorno, di Philip K. Dick
213. I premi Hugo (1967-1968), a cura di Isaac Asimov
214. L'abisso di Maracot, di Arthur Conan Doyle
215. Shadrach nella fornace, di Robert Silverberg
216. I premi Hugo (1969-1971), a cura di Isaac Asimov
217. Addio, e grazie per tutto il pesce, di Douglas Adams
218. Seconda Fondazione, di Isaac Asimov
219. Da un altro mondo, di Howard Phillips Lovecraft
220. Memorie di una astronauta, di Naomi Mitchison
221. Il pianeta del silenzio, di Stanisław Lem
222. Le grandi storie della fantascienza: 1963, a cura di Isaac Asimov e Martin H. Greenberg
223. Il figlio dell'uomo, di Robert Silverberg
224. Il Grande Tempo, di Fritz Leiber
225. Occhi verdi, di Lucius Shepard
226. I premi Hugo (1972-1973), a cura di Isaac Asimov
227. Operazione domani, di Robert A. Heinlein
228. La musica della città vivente, di John Shirley
229. Dottor Futuro, di Philip K. Dick
230. Novilunio, di Fritz Leiber
231. Galassie come granelli di sabbia, di Brian W. Aldiss
232. È difficile essere un dio, di Arkadij e Boris Strugackij
233. I premi Hugo (1974-1975), a cura di Isaac Asimov
234. La rotta verde, di Philip José Farmer
235. Eden, di Stanisław Lem
236. Cronomoto, di Bob Shaw
237. La casa sull'abisso, di William Hope Hodgson
238. Infinito, di Olaf Stapledon
239. Buonanotte Sofia (antologia), a cura di Franz Rottensteiner
240. Futuro in trance, di Walter Tevis
241. La storia futura (volume 1), di Robert A. Heinlein
242. Appuntamento nel tempo, di Richard Matheson
243. Naufragio su Tschai, di Jack Vance
244. La lampada dell'amore, di Brian W. Aldiss
245. Gli invasori, di Alun Llewellyn
246. Gli anni del precursore, di Philip José Farmer
247. Astronave senza tempo, di Charles L. Harness
248. I canali di Marte, di Leigh Brackett
249. Le amazzoni, di Poul Anderson
250. Le insidie di Tschai, di Jack Vance
251. La storia futura (volume 2), di Robert A. Heinlein
252. La terza mano, di Larry Niven
253. I tesori di Tschai, di Jack Vance
254. Diluvio di fuoco, di René Barjavel
255. I figli di Mu, di John W. Campbell jr.
256. Redenzione immorale, di Philip K. Dick
257. L'impero dei mille soli, di Ron Hubbard
258. Fuga da Tschai, di Jack Vance
259. Giove chiama Terra, di Ben Bova
260. Il lungo meriggio della Terra, di Brian W. Aldiss
261. Il fantasma del Texas, di Fritz Leiber
262. Incontro con Rama, di Arthur C. Clarke
263. Il diario segreto di Phileas Fogg, di Philip José Farmer
264. La storia futura (volume 3), di Robert A. Heinlein
265. Marziani, andate a casa!, di Fredric Brown
266. Hoka sapiens, di Poul Anderson e Gordon R. Dickson
267. Hyperion (prima parte), di Dan Simmons
268. Hyperion (seconda parte), di Dan Simmons
269. Il matrimonio alchimistico di Alistair Crompton, di Robert Sheckley
270. Illusione di potere, di Philip K. Dick
271. Il pozzo della Luna, di Abraham Merrit
272. La storia futura (volume 4), di Robert A. Heinlein
273. La nascita degli dèi, di Nathalie e Charles Henneberg
274. Avventura nell'iperspazio, di John W. Campbell jr.
275. La tigre della notte, di Alfred Bester
276. Gli umanoidi, di Jack Williamson
277. Vittime a premio, di Robert Sheckley
278. Nicolas Eymerich, inquisitore, di Valerio Evangelisti
279. La caduta di Hyperion (prima parte), di Dan Simmons
280. La caduta di Hyperion (seconda parte), di Dan Simmons
281. L'atomo infinito, di John W. Campbell jr.
282. Gulliver di Marte, di Edwin Lester Arnold
283. Il ritorno degli umanoidi, di Jack Williamson
284. Il corpo e il sangue di Eymerich, di Valerio Evangelisti
285. Nova, di Samuel R. Delany
286. Le scogliere dello spazio, di Frederik Pohl e Jack Williamson
287. La macchina della realtà, di William Gibson e Bruce Sterling
288. Io sono Helen Driscoll, di Richard Matheson
289. Le catene di Eymerich, di Valerio Evangelisti
290. I principi demoni, di Jack Vance
291. La guerra della pace, di Vernor Vinge
292. Il pianeta delle scimmie, di Pierre Boulle
293. Wyrm, di Orson Scott Card
294. I principi demoni 2 - La macchina per uccidere, di Jack Vance
295. Il mistero dell'inquisitore Eymerich, di Valerio Evangelisti
296. Il fantasma dello spazio, di Frederik Pohl e Jack Williamson
297. I principi demoni 3 - Il palazzo dell'amore, di Jack Vance
298. Il sistema Dayworld, di Philip José Farmer
299. Paria dei cieli, di Isaac Asimov
300. I principi demoni 4 - La faccia, di Jack Vance
301. Ombre del male, di Fritz Leiber
302. Stella solitaria, di Frederik Pohl e Jack Williamson
303. Cherudek, di Valerio Evangelisti
304. Egira, di Greg Bear
305. Se le stelle fossero dei, di Gregory Benford
306. L'uomo che cadde sulla Terra, di Walter Tevis
307. Picatrix, la scala per l'inferno, di Valerio Evangelisti
308. Nostra signora delle tenebre, di Fritz Leiber
309. I principi demoni 5 - Il libro dei sogni, di Jack Vance